# Dorota Piotrowska
Dorota Piotrowska (Lubin, 1984) is een Poolse jazzdrumster en componiste.

## Biografie
Piotrowska studeerde aanvankelijk aan de universiteit van Wrocław, waar ze in 2006 haar Bachelor of Arts kreeg in Franse filologie. Al tijdens haar talenstudie speelde en toerde ze met een Cubaans ensemble. Ze besloot te gaan studeren aan het Conservatorium van Amsterdam, waar ze met de muziek van Ralph Peterson vertrouwd werd gemaakt. Ze nam onderricht bij Peterson, die daarna haar mentor werd in Groningen. In 2010 schreef ze zich in voor een uitwisselingsprogramma aan de Long Island University in Brooklyn (New York), waarna ze wisselde naar The New School, waar ze in 2012 een Bachelor of Arts kreeg in Jazz Performance met als zwaartepunt slagwerk. Haar interesse in de internationale politiek leidde tot de toelating van een politiekwetenschappelijke masterstudie, die ze in 2015 afsloot aan de Colin Powell School for Civic and Global Leadership van het City College of New York.
De artieste woont sinds 2010 in New York, waar ze op het gebied van klassiek optrad in de Carnegie Hall met Bob Chilcott en in de Lincoln Center Avery Fisher Hall met Will Todd. Op het gebied van de jazz speelde ze met muzikanten als George Garzone, Sam Newsome, Stacy Dillard, Lafayette Harris, Benito Gonzalez, Anthony Wonsey, Greg Lewis, Carlo DeRosa en de Curtis Brothers.
In 2013 trad Piotrowska op met haar band en Jeremy Pelt tijdens het Jazz nad Odra Festival. Tijdens de komende jaren concerteerde ze met haar band tijdens het Adi Jazz Festival in Łódź, het Ethno Jazz Festival in Wrocław en op anderen plaatsen. In 2015 begon ze een samenwerking met de Poolse soulzangeres Ewa Uryga. In november 2016 namen ze bij de Poolse radio een livealbum op. Samen met Mark Soskin en Luques Curtis heeft de band in geheel Polen opgetreden en speelde deze tijdens het Komeda Jazz Festival en het Jazz Od Nowa Festival. Ook trad ze op met Sisters in Jazz.

## Discografie
- 2016: Nicole Johänntgen, Ellen Pettersson, Ingrid Hagel, Ellen Andrea Wang, Izabella Effenberg, Naoko Sakata, Dorota Piotrowska: Sisters in Jazz
- 2019: Cæcilie Norby, Rita Marcotulli, Nicole Johänntgen, Hildegunn Øiseth, Dorota Piotrowska, Lisa Wulff: Sisters in Jazz (ACT Music)